# Bitwa pod Radziwiliszkami
Bitwa pod Radziwiliszkami (lit. Radviliškio kautynės) – bitwa pomiędzy Litewskimi Siłami Zbrojnymi a Zachodnią Armią Ochotniczą, proniemiecką formacją wojskową dowodzoną przez Pawieła Bermondta-Avałowa niedaleko miasta Radziwiliszki w ramach litewskich wojen o niepodległość. Stoczona została 21–22 listopada 1919 i zakończyła się zdecydowaną porażką proniemieckiej formacji i jej późniejszym odwrotem z krajów bałtyckich.

## Tło bitwy
Zachodnia Armia Ochotnicza, dowodzona przez kozaka Pawła Bermondta-Awalowa oraz generała Rudigera von der Goltza, poniosła już klęskę w Rydze z rąk armii łotewskiej. Rząd niemiecki nakazał armii ewakuację z krajów bałtyckich. W rezultacie Zachodnia Armia Ochotnicza zaczęła marsz na południe, atakując Litwę wzdłuż miast Birże, Jurbork, Linków, Rosienie, Szawle i Radziwiliszki (to ostatnie było ważnym miastem kolejowym). Po zwycięstwie Litwy nad siłami bolszewickimi na wschodzie do walki z siłami Bermondta-Awalowa można było skierować większą liczbę żołnierzy. Na dowódcę nowego frontu wyznaczono Kazysa Ladygę, który 20 listopada rozkazał 2. Pułkowi Piechoty Litewskiej rozpocząć atak na Radziwiliszki. Ponieważ spodziewano się odwrotu okupanta, nadchodzącą bitwę powierzono pierwszemu batalionowi, składającemu się głównie z młodych i niedoświadczonych żołnierzy.

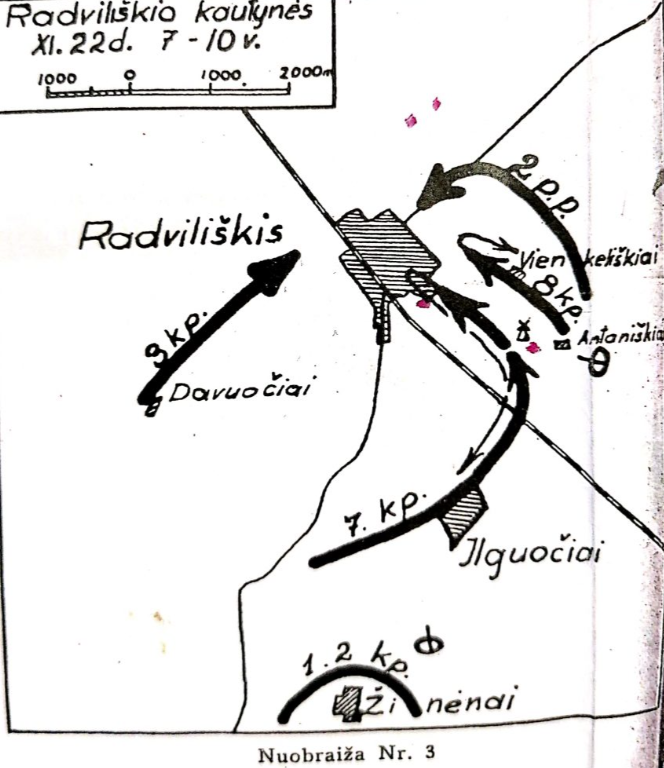
Plan bitwy pod Radziwiliszkami, ok. 1920

## Przebieg bitwy
21 listopada o 15:00 2 Pułk Piechoty rozpoczął atak w kierunku Szawli, a pierwszy batalion kontynuował atak. Tego dnia padał obfity śnieg, więc szlak kontyngentowi wskazywał miejscowy litewski rolnik. Na krótko zdobyto cmentarz, po czym wycofano się z powodu braku wsparcia. Około 21:00 rozpoczął się kolejny atak, który nie powiódł się z powodu silnego oporu okupanta. Później dowódca Kazys Ladyga podjął decyzję o powołaniu rezerwy składającej się z trzeciego batalionu 1 Pułku Piechoty i części pierwszego batalionu. Nowa ofensywa rozpoczęła się 22 listopada o 7:00. Wsparcie artyleryjskie stłumiło ogień wroga, gdy małe części armii wdarły się do miasta i wycofały. Drugi batalion 2. pułku piechoty zajął dwór Radwiliszków. Nowa ofensywa rozpoczęła się pięć godzin później, gdy różne kompanie piechoty otoczyły miasto, a najcięższe walki miały miejsce na ulicy Maironisa i przy lokalnym wiatraku, który służył jako fortyfikacja składająca się z karabinów maszynowych. Następnie Zachodnia Armia Ochotnicza wycofała się z miasta. Reprezentujący Ententę francuski generał i delegat Henri Niessel zażądał wstrzymania walki z armią Bermondta, by mogła ewakuować się do Niemiec.

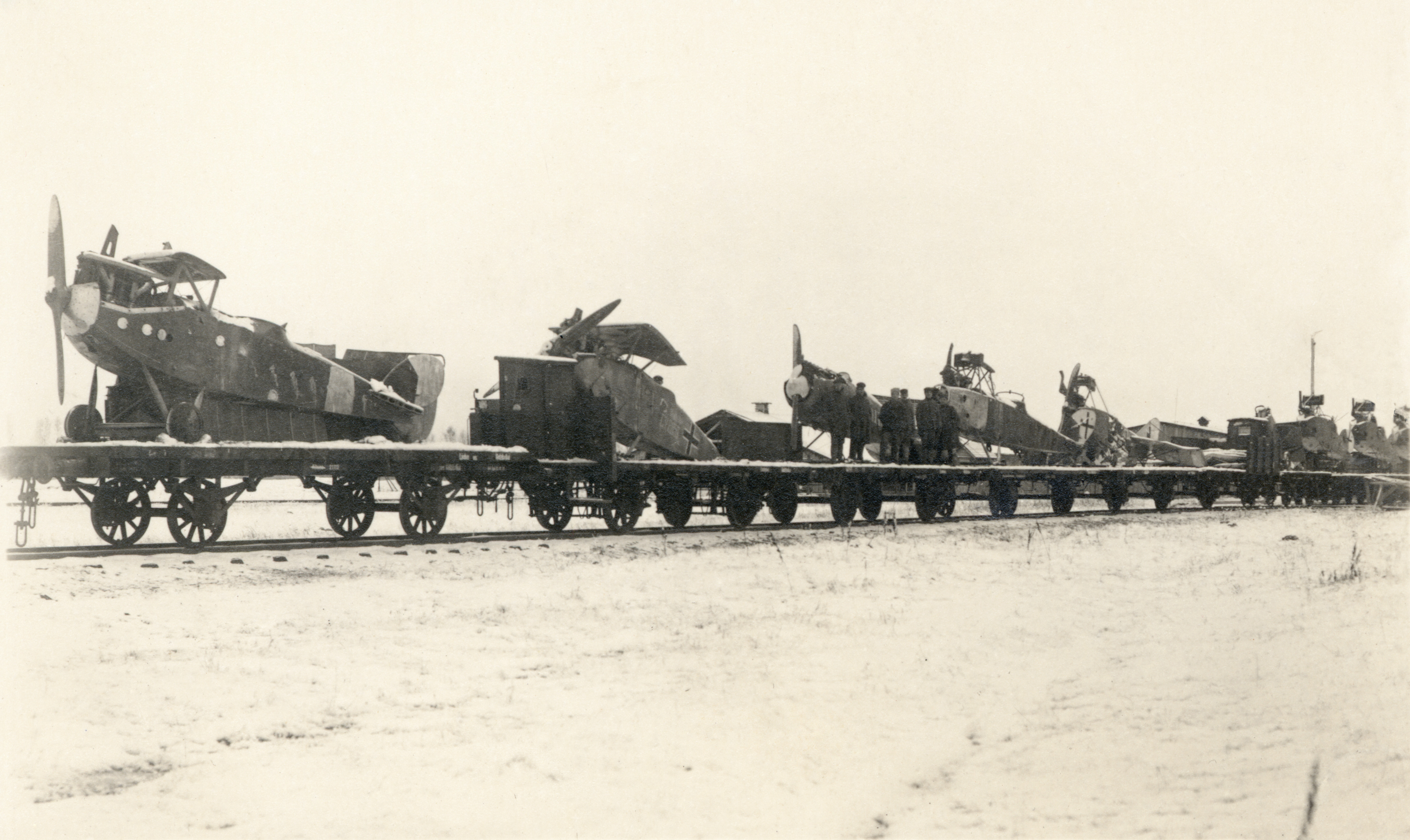
Samoloty Zachodniej Armii Ochotniczej zdobyte przez wojska litewskie po bitwie pod Radwiliszkami

## Po bitwie
W sumie zginęło 11 żołnierzy litewskich, a 30 zostało rannych. Z 800-osobowego kontyngentu żołnierzy Bermondta około 210 zginęło, 430 zostało rannych, a 131 zostało wziętych do niewoli. Armia litewska zdobyła sprzęt wojenny, m.in. samoloty, bomby, amunicję, broń i artylerię, np. moździerze. Zaskoczyło to litewskich żołnierzy, którzy nie widzieli tego typu broni na froncie bolszewickim. Łupy przewieziono do Kowna pociągiem. Bitwa oznaczała odwrót Bermondta i jego armii z Litwy i krajów bałtyckich jako całości. Armia wycofała się do Tylży, a sam Bermondt-Awałow uciekł do Niemiec przez Kłajpedę.

## Upamiętnienie
W 1930 wybudowano pomnik ku czci dwóch młodych ochotników, którzy zginęli w walkach. W 1989 we wsi Vaiduliai, w okolicy wiatraka w Radziwiliszkach, dla upamiętnienia bitwy wybudowano park. W 1990 w miejscu bitwy pod Radwiliszkami wzniesiono pomnik zatytułowany Nikė.